# フワヒン空港
フワヒン空港（フワヒンくうこう、タイ語 : ท่าอากาศยานหัวหิน 、英語 : Hua Hin Airport ）は、タイ王国中部、プラチュワップキーリーカン県フワヒン郡フワヒン町にある空港。ホアヒン空港と記載されることが多い。

## 施設
滑走路は16/34方向に2,100m (6,890 ft) の長さの物が1本あり、誘導路は無く航空機は滑走路の両端で折り返す。空港ターミナルビルにボーディング・ブリッジはなく乗客は搭乗検査後、徒歩にて駐機場まで向かう。

## 就航航空会社と就航都市

### 国内線
| 航空会社   | 就航地                             |
| ---------- | ---------------------------------- |
| カン・エア | チェンマイ国際空港（チエンマイ県） |

## 空港へのアクセス

### 鉄道
タイ国有鉄道南本線フワヒン駅まで約8kmの距離である。